# Hội đồng Bộ trưởng Liên Xô 1946–1950
Hội đồng Bộ trưởng Liên Xô giai đoạn 1946-1950 hay còn được gọi Hội đồng Bộ trưởng Xô Viết Tối cao Liên Xô khóa II. Hội đồng Bộ trưởng Liên Xô được Xô Viết Tối cao Liên Xô phê chuẩn ngày 19/3/1946.
Hội đồng Bộ trưởng Xô Viết Tối cao Liên Xô khóa II được thành lập ngay sau khi kết thúc Thế chiến II, giai đoạn này Liên Xô tập trung khôi phục sản xuất và phát triển kinh tế.
Để phù hợp với hội nhập quốc tế Hội đồng Dân ủy Liên Xô được đổi tên thành Hội đồng Bộ trưởng Liên Xô, với thành viên của Hội đồng gồm các Bộ trưởng thay thế cho Ủy viên Dân ủy.

## Thành lập
Nghị định Xô Viết Tối cao Liên Xô ban hành ngày 15/3/1946 được ban hành, theo đó Hội đồng Dân ủy được đổi tên thành Hội đồng Bộ trưởng, Hội đồng Dân ủy các nước Liên bang, Cộng hòa tự trị và các cấp cũng đồng loạt được đổi tên thành Hội đồng Bộ trưởng cùng cấp.
Nhiệm vụ và chức năng thành viên trong Hội đồng Bộ trưởng không khác Hội đồng Dân ủy, chỉ thay đổi tên gọi để phù hợp với thông lệ của quốc tế.
Xô Viết Tối cao Liên Xô khóa II được triệu tập ngày 10/2/1946. Ngày 19/3/1946, sau Nghị định của Xô Viết Tối cao Liên Xô, Xô Viết Tối cao Liên Xô phê chuẩn thành viên Hội đồng Bộ trưởng Liên Xô.

## Hoạt động
Hội đồng Bộ trưởng Liên Xô thực hiện kế hoạch phát triển kinh tế 5 năm lần thứ IV (1946-1950), với nhiệm vụ do Stalin đề ra ngày 9/2/1946: "khôi phục các khu vực bị ảnh hưởng chiến tranh của đất nước, khôi phục ngành công nghiệp và nông nghiệp ở lại mức trước chiến tranh, và sau đó vượt qua mức quy mô phát triển mạnh hơn hoặc phát triển đáng kể mức độ thấp".
Năm 1945, ngành công nghiệp phát triển 92% so với năm 1940, đồng thời sản lượng dầu sản xuất 19.436 tấn.
Năm 1950, hàng không dân dụng đã vận chuyển hơn 3,5 lần hành khách so với năm 1940. Khối lượng sản xuất các sản phẩm cơ khí ở Liên Xô năm 1950 gấp hơn 2,3 lần so với năm 1940. Năm 1947, xe đã được sản xuất gấp 9,6 lần, trong năm 1950-64.600 xe được sản xuất.
Cuối năm 1947, Hội đồng Bộ trưởng Liên Xô đã tiến hành cải cách tiền tệ. Cải cách tiền tệ được thực hiện theo hình thức mệnh giá. Cùng với cải cách tiền tệ khẩu phần cung cấp thực phẩm và hàng tiêu dùng đã bị bãi bỏ. Cuộc cải cách đã được thực hiện một cuộc trao đổi tiền mặt trong một tuần trên khắp cả nước, tại các khu vực xa xôi của phía Bắc diễn ra trong hai tuần.
Tháng 10/1948, Hội đồng Bộ trưởng Liên Xô và Ban Chấp hành Trung ương Đảng Cộng sản Liên Xô ra nghị định "Kế hoạch cho trồng hàng cây chắn gió, giới thiệu các đồng cỏ luân canh cây trồng và xây dựng các ao hồ chứa để đảm bảo năng suất cây trồng cao trong khu vực thảo nguyên và rừng thảo nguyên trong các khu vực châu Âu của Liên Xô". Kế hoạch được đề ra sau hạn hán năm 1946 và nạn đói năm 1947 khiến gần 500.000-1.000.000 người tử vong.
Sau khi Liên Xô phát triển dự án vũ khí hạt nhân của Liên Xô thành công, Liên Xô trở thành quốc gia thứ 2 có vũ khi hạt nhân, đập tan sự độc quyền về vũ khí hạt nhân của Mỹ.

## Thành viên
| Chức vụ               | Trực thuộc                                   | Tên                                     | Nhiệm kỳ                            | Ghi chú khác                                                                            |
| --------------------- | -------------------------------------------- | --------------------------------------- | ----------------------------------- | --------------------------------------------------------------------------------------- |
| Chủ tịch              | Hội đồng Bộ trưởng Liên Xô                   | Joseph Stalin (1878-1953)               | 3/1946-3/1950                       |                                                                                         |
| Phó Chủ tịch thứ nhất | Hội đồng Bộ trưởng Liên Xô                   | Vyacheslav Molotov (1890-1986)          | 3/1946-3/1950                       |                                                                                         |
| Phó Chủ tịch          | Hội đồng Bộ trưởng Liên Xô                   | Lavrentiy Beria (1899-1953)             | 3/1946-3/1950                       |                                                                                         |
| Phó Chủ tịch          | Hội đồng Bộ trưởng Liên Xô                   | Andrey Andreyev (1895-1971)             | 3/1946-3/1950                       |                                                                                         |
| Phó Chủ tịch          | Hội đồng Bộ trưởng Liên Xô                   | Nikolai Bulganin (1895-1975)            | 3/1947-3/1950                       |                                                                                         |
| Phó Chủ tịch          | Hội đồng Bộ trưởng Liên Xô                   | Nikolai Voznesensky (1903-1950)         | 3/1946-3/1949                       |                                                                                         |
| Phó Chủ tịch          | Hội đồng Bộ trưởng Liên Xô                   | Kliment Voroshilov (1881-1969)          | 3/1946-3/1950                       |                                                                                         |
| Phó Chủ tịch          | Hội đồng Bộ trưởng Liên Xô                   | Aleksandr Yefremov (1904-1951)          | 3/1949-3/1950                       |                                                                                         |
| Phó Chủ tịch          | Hội đồng Bộ trưởng Liên Xô                   | Lazar Kaganovich (1893-1991)            | 3/1946-3/1947 12/1947-3/1950        |                                                                                         |
| Phó Chủ tịch          | Hội đồng Bộ trưởng Liên Xô                   | Alexei Kosygin (1904-1980)              | 3/1949-3/1950                       |                                                                                         |
| Phó Chủ tịch          | Hội đồng Bộ trưởng Liên Xô                   | Alexey Krutikov (1902-1962)             | 7/1948-2/1949                       |                                                                                         |
| Phó Chủ tịch          | Hội đồng Bộ trưởng Liên Xô                   | Georgy Malenkov (1902-1988)             | 8/1946-3/1950                       |                                                                                         |
| Phó Chủ tịch          | Hội đồng Bộ trưởng Liên Xô                   | Vyacheslav Malyshev (1902-1957)         | 12/1947-3/1950                      |                                                                                         |
| Phó Chủ tịch          | Hội đồng Bộ trưởng Liên Xô                   | Anastas Mikoyan (1895-1978)             | 3/1946-3/1950                       |                                                                                         |
| Phó Chủ tịch          | Hội đồng Bộ trưởng Liên Xô                   | Maksim Saburov (1900-1977)              | 2/1947-3/1950                       |                                                                                         |
| Phó Chủ tịch          | Hội đồng Bộ trưởng Liên Xô                   | Ivan Tevosian (1902-1958)               | 6/1949-3/1950                       |                                                                                         |
| Quản lý Nội vụ        | Hội đồng Bộ trưởng Liên Xô                   | Jacob Chadeyev (1904-1985)              | 3/1946-3/1949                       |                                                                                         |
| Quản lý Nội vụ        | Hội đồng Bộ trưởng Liên Xô                   | Mikhail Pomaznev (1911-1987)            | 3/1949-3/1950                       |                                                                                         |
| Bộ trưởng             | Bộ Ngoại giao                                | Vyacheslav Molotov (1890-1986)          | 3/1946-3/1949                       |                                                                                         |
| Bộ trưởng             | Bộ Ngoại giao                                | Andrey Vyshinsky (1883-1954)            | 3/1949-3/1950                       |                                                                                         |
| Bộ trưởng             | Bộ Các Lực lượng vũ trang                    | Joseph Stalin (1878-1953)               | 3/1946-3/1947                       |                                                                                         |
| Bộ trưởng             | Bộ Các Lực lượng vũ trang                    | Nikolai Bulganin (1895-1975)            | 3/1947-3/1949                       |                                                                                         |
| Bộ trưởng             | Bộ Các Lực lượng vũ trang                    | Aleksandr Vasilevsky (1895-1977)        | 3/1949-3/1950                       |                                                                                         |
| Bộ trưởng             | Bộ Ngoại thương                              | Anastas Mikoyan (1895-1978)             | 3/1946-3/1949                       |                                                                                         |
| Bộ trưởng             | Bộ Ngoại thương                              | Mikhail Menshikov (1902-1976)           | 3/1949-3/1950                       |                                                                                         |
| Bộ trưởng             | Bộ Công nghiệp thực phẩm                     | Vasiliy Zotov (1899-1977)               | 3/1946-8/1949                       |                                                                                         |
| Bộ trưởng             | Bộ Công nghiệp thực phẩm                     | Dmitry Pavlov (1905-1991)               | 8/1949-3/1950                       |                                                                                         |
| Bộ trưởng             | Bộ Thương mại                                | Alexander Lyubimov (1898-1967)          | 3/1946-3/1948                       |                                                                                         |
| Bộ trưởng             | Bộ Thương mại                                | Basil Zhavoronkov (1906-1987)           | 3/1948-3/1950                       |                                                                                         |
| Bộ trưởng             | Bộ Giao thông vận tải                        | Ivan Kovalev (1901-1993)                | 3/1946-6/1948                       |                                                                                         |
| Bộ trưởng             | Bộ Giao thông vận tải                        | Boris Beschev (1903-1981)               | 6/1948-3/1950                       |                                                                                         |
| Bộ trưởng             | Bộ Thông tin                                 | Konstantin Sergeichuk (1906-1971)       | 3/1946-3/1948                       |                                                                                         |
| Bộ trưởng             | Bộ Thông tin                                 | Nikolai Psurtsev (1900-1980)            | 3/1948-3/1950                       |                                                                                         |
| Bộ trưởng             | Bộ Lâm nghiệp                                | Mikhail Saltykov (1906-1975)            | 3/1946-3/1947                       |                                                                                         |
| Bộ trưởng             | Bộ Lâm nghiệp                                | Georgy Orlov (1903-1991)                | 3/1947-7/1948                       |                                                                                         |
| Bộ trưởng             | Bộ Công nghiệp giấy và bột giấy              | Georgy Orlov (1903-1991)                | 3/1946-3/1947                       |                                                                                         |
| Bộ trưởng             | Bộ Công nghiệp giấy và bột giấy              | Sergey Komarov (1905-1966)              | 3/1947-7/1948                       |                                                                                         |
| Bộ trưởng             | Bộ Lâm nghiệp và Công nghiệp giấy            | Georgy Orlov (1903-1991)                | 7/1948-3/1950                       |                                                                                         |
| Bộ trưởng             | Bộ Công nghiệp nhẹ                           | Sergey Lukin (1894-1948)                | 3/1946-6/1947                       |                                                                                         |
| Bộ trưởng             | Bộ Công nghiệp nhẹ                           | Nikolay Ermolaevich (1905-1982)         | 6/1947-12/1948                      |                                                                                         |
| Bộ trưởng             | Bộ Công nghiệp nhẹ                           | Alexei Kosygin (1904-1980)              | 12/1948-3/1950                      |                                                                                         |
| Bộ trưởng             | Bộ Công nghiệp Hàng không                    | Mikhail Khrunichev (1901-1961)          | 3/1946-3/1950                       |                                                                                         |
| Bộ trưởng             | Bộ Công nghiệp Đóng tàu                      | Alexei Goregliad (1905-1986)            | 3/1946-1/1950                       |                                                                                         |
| Bộ trưởng             | Bộ Công nghiệp Đóng tàu                      | Vyacheslav Malyshev (1902-1957)         | 1/1950-3/1950                       |                                                                                         |
| Bộ trưởng             | Bộ Quân khí                                  | Dmitry Ustinov (1908-1984)              | 3/1946-3/1950                       |                                                                                         |
| Bộ trưởng             | Bộ Cơ điện Nông nghiệp                       | Boris Vannikov (1897-1962)              | 3/1946-6/1946                       |                                                                                         |
| Bộ trưởng             | Bộ Cơ điện Nông nghiệp                       | Petr Goremykin (1902-1976)              | 6/1946-3/1950                       |                                                                                         |
| Bộ trưởng             | Bộ Công nghiệp Xây dựng Công trình hạng nặng | Nikolai Stepanovich Kazakov (1900-1970) | 3/1946-3/1950                       |                                                                                         |
| Bộ trưởng             | Bộ Công nghiệp Ô tô                          | Stepan Akopov (1899-1958)               | 3/1946-8/1947                       | Sáp nhập thành Bộ Công nghiệp Ô tô và máy kéo                                           |
| Bộ trưởng             | Bộ Công nghiệp Ô tô và máy kéo               | Stepan Akopov (1899-1958)               | 3/1946-3/1950                       |                                                                                         |
| Bộ trưởng             | Bộ Cơ khí và dụng cụ                         | Pyotr Parshin (1899-1970)               | 3/1946-3/1950                       |                                                                                         |
| Bộ trưởng             | Bộ Luyện kim đen                             | Ivan Tevosian (1902-1958)               | 3/1946-7/1948                       | Sáp nhập với Bộ Luyện kim màu thành Bộ Công nghiệp Luyện kim                            |
| Bộ trưởng             | Bộ Luyện kim màu                             | Pyotr Lomako (1904-1990)                | 3/1946-7/1948                       | Sáp nhập với Bộ Luyện kim đen thành Bộ Công nghiệp Luyện kim                            |
| Bộ trưởng             | Bộ Công nghiệp Luyện kim                     | Ivan Tevosian (1902-1958)               | 7/1948-3/1950                       | Thành lập từ Bộ Luyện kim đen và Bộ Luyện kim màu                                       |
| Bộ trưởng             | Bộ Công nghiệp Dầu mỏ phía Đông              | Mikhail Evseenko (1908-1985)            | 3/1946-12/1948                      | Sáp nhập với Bộ Công nghiệp Dầu mỏ phía Tây và Nam thành Bộ Công nghiệp Dầu mỏ          |
| Bộ trưởng             | Bộ Công nghiệp Dầu mỏ phía Tây và phía Nam   | Nikolai Baibakov (1911-2008)            | 3/1946-12/1948                      | Sáp nhập với Bộ Công nghiệp Dầu mỏ phía Đông thành Bộ Công nghiệp Dầu mỏ                |
| Bộ trưởng             | Bộ Công nghiệp Dầu mỏ                        | Nikolai Baibakov (1911-2008)            | 12/1948-3/1950                      | Thành lập từ 2 Bộ Công nghiệp Dầu mỏ phía Đông và Bộ Công nghiệp Dầu mỏ phía Tây và Nam |
| Bộ trưởng             | Bộ Công nghiệp than Vùng phía Đông           | Vasily Vakhrushev (1902-1947)           | 3/1946-1/1947                       | Mất khi đang tại nhiệm                                                                  |
| Bộ trưởng             | Bộ Công nghiệp than Vùng phía Đông           | Dmitry Onica (1910-1968)                | 1/1947-12/1948                      | Sáp nhập với Bộ Công nghiệp than vùng phía Tây thành Bộ Công nghiệp Than                |
| Bộ trưởng             | Bộ Công nghiệp than Vùng phía Tây            | Dmitry Onica (1910-1968)                | 3/1946-1/1947                       |                                                                                         |
| Bộ trưởng             | Bộ Công nghiệp than Vùng phía Tây            | Alexander Zasyadko (1910-1963)          | 1/1947-12/1948                      | Sáp nhập với Bộ Công nghiệp than vùng phía Đông thành Bộ Công nghiệp Than               |
| Bộ trưởng             | Bộ Công nghiệp than                          | Alexander Zasyadko (1910-1963)          | 12/1948-3/1950                      | Sáp nhập từ 2 Bộ Công nghiệp than vùng phía Đông và Bộ Công nghiệp than vùng phía Tây   |
| Bộ trưởng             | Bộ Công nghiệp điện                          | Ivan Kabanov (1898-1972)                | 3/1946-3/1950                       |                                                                                         |
| Bộ trưởng             | Bộ Năng lượng                                | Dmitry Zhimerin (1906-1995)             | 3/1946-3/1950                       |                                                                                         |
| Bộ trưởng             | Bộ Công nghiệp hóa chất                      | Mikhail Pervukhin (1904–1978)           | 3/1946-1/1950                       |                                                                                         |
| Bộ trưởng             | Bộ Công nghiệp hóa chất                      | Sergei Tikhomirov (1905-1982)           | 1/1950-3/1950                       |                                                                                         |
| Bộ trưởng             | Bộ Công nghiệp Cao su                        | Tikhon Mitrokhin (1902-1980)            | 3/1946-8/1948                       | Sáp nhập vào Bộ Công nghiệp hóa chất                                                    |
| Bộ trưởng             | Bộ Công nghiệp Vật liệu xây dựng             | Lazar Kaganovich (1893-1991)            | 3/1946-3/1947                       |                                                                                         |
| Bộ trưởng             | Bộ Công nghiệp Vật liệu xây dựng             | Simon Ginzburg (1897-1993)              | 3/1947-3/1950                       |                                                                                         |
| Bộ trưởng             | Bộ Kỹ thuật Giao thông vận tải               | Vyacheslav Malyshev (1902-1957)         | 3/1946-12/1947                      |                                                                                         |
| Bộ trưởng             | Bộ Kỹ thuật Giao thông vận tải               | Ivan Nosenko (1902-1956)                | 12/1947-1/1950                      |                                                                                         |
| Bộ trưởng             | Bộ Kỹ thuật Giao thông vận tải               | Yury Maksarёv (1902-1956)               | 1/1950-3/1950                       |                                                                                         |
| Bộ trưởng             | Bộ Xây dựng và Cơ giới                       | Konstantin Sokolov (1903-1983)          | 3/1946-6/1949                       |                                                                                         |
| Bộ trưởng             | Bộ Xây dựng và Cơ giới                       | Semen Fomin (1904-1982)                 | 6/1949-3/1950                       |                                                                                         |
| Bộ trưởng             | Bộ Tài chính                                 | Arseny Zverev (1900-1969)               | 3/1946-2/1948                       |                                                                                         |
| Bộ trưởng             | Bộ Tài chính                                 | Alexei Kosygin (1904-1980)              | 2/1948-12/1948                      |                                                                                         |
| Bộ trưởng             | Bộ Tài chính                                 | Arseny Zverev (1900-1969)               | 12/1948-3/1950                      |                                                                                         |
| Bộ trưởng             | Bộ Nông trại                                 | Ivan Benediktov (1902-1983)             | 3/1946-2/1947                       | Đổi tên thành Bộ Nông nghiệp                                                            |
| Bộ trưởng             | Bộ Nông nghiệp                               | Ivan Benediktov (1902-1983)             | 2/1947-3/1950                       |                                                                                         |
| Bộ trưởng             | Bộ Vận tải Hàng hải                          | Pyotr Shirshov (1905-1953)              | 3/1946-3/1948                       |                                                                                         |
| Bộ trưởng             | Bộ Vận tải Hàng hải                          | Alexander Afanasyev (1903-1991)         | 3/1948-4/1948                       | Bị NKVD bắt                                                                             |
| Bộ trưởng             | Bộ Vận tải Hàng hải                          | Nikolai Novikov (1909-1971)             | Quyền 4/1948-10/1948 10/1948-3/1950 |                                                                                         |
| Bộ trưởng             | Bộ Vận tải Đường sông                        | Zosima Shashkoff (1905-1984)            | 3/1946-3/1950                       |                                                                                         |
| Bộ trưởng             | Bộ Nội vụ                                    | Sergei Kruglov (1907-1977)              | 3/1946-3/1950                       |                                                                                         |
| Bộ trưởng             | Bộ Y tế                                      | George Miterёv (1894-1939)              | 3/1946-2/1947                       |                                                                                         |
| Bộ trưởng             | Bộ Y tế                                      | Efim Smirnov (1904-1989)                | 2/1947-3/1950                       |                                                                                         |
| Bộ trưởng             | Bộ Tư pháp                                   | Nikolai Ryshkov (1897-1959)             | 3/1946-1/1948                       |                                                                                         |
| Bộ trưởng             | Bộ Tư pháp                                   | Konstantin Gorshenin (1907-1978)        | 1/1948-3/1950                       |                                                                                         |
| Bộ trưởng             | Bộ Cung cấp Lương thực                       | Boris Dvinskiy (1894-1973)              | 3/1946-3/1950                       |                                                                                         |
| Bộ trưởng             | Bộ Cây Công nghiệp                           | Nikolay Skvortsov (1899-1974)           | 3/1946-2/1947                       | Sáp nhập vào Bộ Nông nghiệp                                                             |
| Bộ trưởng             | Bộ Công nghiệp Dệt may                       | Ivan Sedin (1906-1972)                  | 3/1946-1948                         | Sáp nhập vào Bộ Công nghiệp nhẹ                                                         |
| Bộ trưởng             | Bộ Công nghiệp Thủy sản                      | Alexander Ishkov (1905-1988)            | 3/1946-5/1946                       | Tách làm 2 Bộ Công nghiệp Thủy sản phía Đông và Bộ Công nghiệp Thủy sản phía Tây        |
| Bộ trưởng             | Bộ Công nghiệp Thủy sản phía Đông            | Andrey Semenovich (1896-1958)           | 5/1946-12/1948                      | Thành lập từ Bộ Công nghiệp Thủy sản                                                    |
| Bộ trưởng             | Bộ Công nghiệp Thủy sản phía Tây             | Alexander Ishkov (1905-1988)            | 5/1946-12/1948                      |                                                                                         |
| Bộ trưởng             | Bộ Công nghiệp Thủy sản                      | Alexander Ishkov (1905-1988)            | 12/1948-2/1950                      | Sáp nhập từ 2 Bộ Công nghiệp Thủy sản phía Đông và Bộ Công nghiệp Thủy sản phía Tây     |
| Bộ trưởng             | Bộ Công nghiệp Thủy sản                      | Konstantin Rusakov (1909-1993)          | 2/1950-3/1950                       |                                                                                         |
| Bộ trưởng             | Bộ Công nghiệp Thịt và sữa                   | Pavel Smirnov (1894-1954)               | 3/1946-8/1946                       |                                                                                         |
| Bộ trưởng             | Bộ Công nghiệp Thịt và sữa                   | Ivan Kuz'minykh (1902-1970)             | 8/1946-3/1950                       |                                                                                         |
| Bộ trưởng             | Bộ An ninh Quốc gia                          | Vsevolod Merkulov (1895-1953)           | 3/1946-5/1946                       |                                                                                         |
| Bộ trưởng             | Bộ An ninh Quốc gia                          | Viktor Abakumov (1908-1954)             | 5/1946-3/1950                       |                                                                                         |
| Bộ trưởng             | Bộ Xây dựng Quân đội và Công trình Hải quân  | Simon Ginzburg (1897-1993)              | 3/1946-6/1947                       |                                                                                         |
| Bộ trưởng             | Bộ Xây dựng Quân đội và Công trình Hải quân  | Nikolai Dygai (1908-1963)               | 6/1947-3/1949                       | Sáp nhập thành Bộ Xây dựng Kỹ thuật                                                     |
| Bộ trưởng             | Bộ Xây dựng Kỹ thuật                         | Nikolai Dygai (1908-1963)               | 3/1949-3/1950                       |                                                                                         |
| Bộ trưởng             | Bộ Xây dựng Công trình Nhiên liệu            | Alexander Zademidko (1908-2001)         | 3/1946-12/1948                      | Bộ bị bãi bỏ                                                                            |
| Bộ trưởng             | Bộ Kiểm tra Nhà nước                         | Lev Mekhlis (1889-1953)                 | 3/1946-3/1950                       |                                                                                         |
| Bộ trưởng             | Bộ Giáo dục Đại học                          | Sergey Kaftanov (1905-1978)             | 3/1946-3/1950                       |                                                                                         |
| Bộ trưởng             | Bộ Kỹ thuật Điện ảnh                         | Ivan Bolshakov (1902-1980)              | 3/1946-3/1950                       |                                                                                         |
| Bộ trưởng             | Bộ Lao động Việc làm                         | Vasily Pronin (1905-1993)               | 3/1946-3/1950                       |                                                                                         |
| Bộ trưởng             | Bộ Công nghiệp Thiết bị Truyền thông         | Ivan Zubovich (1901-1956)               | 6/1946-5/1947                       | Bộ thành lập                                                                            |
| Bộ trưởng             | Bộ Công nghiệp Thiết bị Truyền thông         | Alekseenko Gennady (1906-1981)          | 5/1947-3/1950                       |                                                                                         |
| Bộ trưởng             | Bộ Công nghiệp Dược phẩm                     | Andrew Tretyakov (1905-1966)            | 6/1946-3/1948                       | Bộ thành lập sau đó sáp nhập vào Bộ Y tế                                                |
| Bộ trưởng             | Bộ Công nghiệp Hương liệu                    | Nikolai Pronin (1896-1966)              | 7/1946-1/1949                       | Bộ thành lập sau đó bị bãi bỏ                                                           |
| Bộ trưởng             | Bộ Chăn nuôi                                 | Alexey Kozlov (1911-1982)               | 6/1946-4/1947                       | Bộ thành lập sau đó sáp nhập vào Bộ Nông nghiệp                                         |
| Thống đốc             | Ngân hàng Nhà nước                           | Frenkel Golev (1894-1960)               | 3/1946-3/1948                       |                                                                                         |
| Thống đốc             | Ngân hàng Nhà nước                           | Vasiliy Popov (1903-1964)               | 3/1948-3/1950                       |                                                                                         |
| Chủ nhiệm             | Ủy ban Kế hoạch Nhà nước                     | Nikolai Voznesensky (1903-1950)         | 3/1946-3/1949                       |                                                                                         |
| Chủ nhiệm             | Ủy ban Kế hoạch Nhà nước                     | Maksim Saburov (1900-1977)              | 3/1949-3/1950                       |                                                                                         |